# غابرييلا توسكانو
غابرييلا توسكانو (بالإسبانية: Gabriela Toscano) هي ممثلة أوروغوانية، ولدت في 25 أكتوبر 1965 بمونتفيدو في الأوروغواي.

## وصلات خارجية
- غابرييلا توسكانو على موقع IMDb (الإنجليزية)
- غابرييلا توسكانو على موقع ألو سيني (الفرنسية)
- غابرييلا توسكانو على موقع أول موفي (الإنجليزية)
- غابرييلا توسكانو على موقع قاعدة بيانات الأفلام السويدية (السويدية)
- غابرييلا توسكانو على موقع قاعدة بيانات الأفلام السويدية (السويدية)
- غابرييلا توسكانو على موقع قاعدة بيانات الفيلم (الإنجليزية)
- غابرييلا توسكانو على موقع كينوبويسك (الروسية)